# Лутс, Оскар Хиндрикович
Оскар Хиндрикович Лутс (эст. Oskar Luts, 7 января 1887, Паламусе, Йыгевамаа — 23 марта 1953, Тарту) — эстонский писатель и драматург. Народный писатель Эстонской ССР (1945). Его самым известным произведением считается цикл повестей «Истории о Тоотсе», в который входят «Весна» (1912—1913), «Лето» (1918—1919), «Свадьба Тоотса» (1921), «Будни» (1924), «Осень» (1938).
Его имя носит премия в области юмора, которой ежегодно награждаются лучшие актёры Эстонии.

## Биография
- В 1894 году учился в деревенской школе Анккюла.
- В 1895—1899 годах учился в волостной школе Паламузе.
- В 1899—1902 годах проходил обучение в реальной школе Юрьева.
- С 1903 года работал аптекарем в Юрьеве и Нарве, с 1908 года — в Ревеле и Петербурге.
- В 1914 году окончил Юрьевский университет.
- В годы Первой мировой войны работал фармацевтом во Пскове, Варшаве, Двинске, Вильне и Витебске.
- В 1919 году вернулся в Эстонию и стал работать в университетской библиотеке Тарту.
- С 1922 года стал профессиональным писателем.
- В 1940-х годах Лутс был одним из немногих эстонских писателей, чьи произведения издавались, несмотря на войну и цензуру.
- В 1945 году присвоено звание народного писателя Эстонской ССР.
- В 1946 году награждён орденом Трудового Красного Знамени.

- Умер в Тарту. Похоронен на тартуском кладбище Паулусе[эст.].

## Произведения
- «Истории о Тоотсе»:
  - «Весна» (1912—1913)
  - «Лето» (1918—1919)
  - «Свадьба Тоотса» (1921)
  - «Будни» (1924)
  - «Осень» (1938)

Повести:
- «Болото» (1914)
- «Жизнь Андреса» (1923)
- «Ученик Вальтер» (1927)
- «Старые тропы» (1930)
- «Зимние дороги» (1931)
- «На задворках» (1933)
- «Тихий уголок» (1934)

Пьесы:
- «Кочан капусты» (1913)
- «Паунвере» (1913)

## Экранизации
Режиссёр Арво Круусемент снял три фильма по повестям Оскара Лутса.
- «Весна» (1969) — экранизация одноимённой повести.
- «Лето» (1976) — экранизация повестей «Лето» и «Свадьба Тоотса».
- «Осень» (1990) — экранизация повестей «Будни» и «Осень».

В 1956 году была экранизирована повесть «На задворках».
В 1981 году вышла экранизация сказки «Мальчик с рожками» — «Чертёнок»".

## Память
- В Тарту открыт Дом-музей Оскара Лутса (улица Рийа, 38)[4].
- С 1958 по 28 октября 1987 года улица Няйтузе в Тарту носила название улица Оскара Лутса[5].
- Оскар Лутс вошёл в составленный в 1999 году по результатам письменного и онлайн-голосования список 100 великих деятелей Эстонии XX века[6].